# Jean-Baptiste Charles Mathieu
Pour les articles homonymes, voir Matthieu.
Jean-Baptiste-Charles Mathieu ou Mathieu-Mirampal, né le 3 octobre 1763 à Compiègne (province de Picardie, actuel département de l'Oise), mort le 31 octobre 1833 à Libourne, est un homme politique de la Révolution française, du Consulat, et un haut fonctionnaire du Premier Empire.
Il est successivement député à la Convention nationale, au Conseil des Cinq-Cents et au Tribunat. Il est receveur des droits réunis sous le Premier Empire. Il quitte brièvement la France entre 1816 et 1819 lors de la Restauration.

## Biographie

### Origines familiales et formation
Son père, Charles-Nicolas Mathieu (mort en 1795), est marchand et receveur des domaines du roi, et sa mère est Marie-Louise Devin. Son oncle, François de Paule Mathieu (mort en 1804), est prêtre.
En 1790, Jean-Baptiste-Charles Mathieu-Mirampal devient rédacteur au Journal du département de l'Oise créé par Louis-François Portiez.

### Mandat à la Convention
La monarchie constitutionnelle mise en place par la constitution du 3 septembre 1791 prend fin à l'issue de la journée du 10 août 1792 : les bataillons de fédérés bretons et marseillais et les insurgés des faubourgs de Paris prennent le palais des Tuileries. Louis XVI est suspendu et incarcéré, avec sa famille, à la tour du Temple.
En septembre 1792, Jean-Baptiste-Charles Mathieu-Mirampal, alors juge à Paris, est élu député du département de l'Oise, le cinquième sur douze, à la Convention nationale.
Il participe aux institutions de la Convention girondine. Dès le mois d'octobre 1792, il est élu membre suppléant du Comité d'instruction publique et membre du Comité de législation. Le 3 avril, aux côtés de Bertrand Barère (député des Hautes-Pyrénées), de Georges Danton (député de la Seine), de Maximin Isnard (député du Var) et de Jacques-Alexis Thuriot (député de la Marne), il est chargé de rédiger le projet d'établissement du Comité de Salut public. Le 21 mai, il est élu membre suppléant de la Commission des Douze, chargée d'examiner les arrêtés de la Commune de Paris. Le 30 juin, aux côtés de Georges Couthon (député du Puy-de-Dôme), de Marie-Jean Hérault de Séchelles (député de Seine), de Dominique-Vincent Ramel-Nogaret (député de l'Aude) et de Louis-Antoine de Saint-Just (député de l'Aisne), il entre au Comité de Salut public afin de « présenter les articles constitutionnels ».
Il siège sur les bancs de la Plaine. Lors du procès de Louis XVI, il vote la mort, et rejette l'appel au peuple et le sursis à l'exécution de la peine. Le 12 avril, il défend l'arrestation de Jean-Paul Marat et vote, le 13, en faveur de sa mise en accusation devant le tribunal révolutionnaire. Le 20, il rejette la pétition des sections parisiennes qui accuse vingt-deux députés girondins d'avoir « ouvertement violé la foi de leurs commettants ». Le 28 mai, il vote en faveur du rétablissement de la Commission des Douze, cassée la veille.

Mathieu-Mirampal est envoyé en mission à plusieurs reprises durant son mandat. Le 18 mars 1793, il est envoyé en mission aux côtés de Pierre Bourbotte (député de l'Yonne) à Orléans, afin d'enquêter sur l'attentat perpétré contre Léonard Bourdon (député du Loiret). Le 17 juin, aux côtés de Jean-Baptiste Treilhard (député de Seine-et-Oise), il est envoyé en mission dans les départements de la Gironde du Lot-et-Garonne. Le 22, Jean-Baptiste-Robert Lindet (député de l'Eure) le remplace au Comité de Salut public. Le 20 juillet, Treilhard et lui sont rappelés à la Convention sur motion de Joseph Laignelot (député de la Seine) et de Pierre Roux-Fazillac (député de la Dordogne) : 
Treilhard et Mathieu, envoyés dans la Gironde, y sont actuellement inutiles puisqu'ils prêchent le modérantisme. [...] 
Durant la période de la Convention montagnarde, Mathieu-Mirampal est réélu au Comité de législation à partir de septembre 1793, et siège au Comité d'agriculture, commerce, ponts et chaussées réunis en brumaire an II (octobre 1793).
Après la chute de Robespierre, Mathieu-Mirampal exerce des fonctions de premier plan au sein de la Convention thermidorienne.
Le 15 fructidor an II (le 1er septembre 1794), il entre au Comité de sûreté générale. Il y est réélu le 15 pluviôse an III (le 3 février 1795). Dans son éloge funèbre à Jean-Bertrand Féraud (député des Hautes-Pyrénées), Jean-Baptiste Louvet (député du Loiret) mentionne que Mathieu-Mirampal participe à la défense de la Convention lors de l'insurrection du 1er prairial an III (le 20 mai 1795). Le 6 prairial (25 mai), il est élu président de la Convention, et ses secrétaires sont François-Joseph Gamon (député de l'Ardèche), Jean-François Boursault-Malherbe (député de la Seine) et Pierre Larivière (député du Calvados).
Le 28 prairial (le 16 juin), il est envoyé en mission, aux côtés de Pierre Bodin (député d'Indre-et-Loire) et de Mathieu Guezno (député du Finistère), auprès des armées de l'Ouest, des côtes de Brest et des côtes de Cherbourg.

### Mandat aux Cinq-Cents
En brumaire an IV (octobre 1795), Mathieu-Mirampal est réélu député et siège au Conseil des Cinq-Cents. Il est tiré au sort pour quitter le Conseil le 1er prairial an V (le 20 mai 1797). Il est réélu au Conseil lors des élections de prairial an VI (avril 1798).

### Période du Consulat et de l'Empire (1799-1814)
Après le coup d'État du 18 brumaire (9 novembre 1799), Mathieu est nommé membre de la Commission intermédiaire, puis membre du Tribunat où il siège jusqu'en 1802.
De 1804 à 1814, il exerce les fonctions de directeur des droits réunis dans les départements de la Gironde et de la Marne.

### Périodes de la Restauration (1814-1830) et de la monarchie de Juillet (1830-1833)
Mathieu-Mirampal ne signe pas l'Acte additionnel aux Constitutions de l'Empire lors des Cent-Jours. Il n'est donc pas visé par la loi du 12 janvier 1816 qui frappe d'exil les régicides ayant soutenu Napoléon Ier. Il quitte cependant la France qu'il ne regagne pas avant 1819. Il meurt à Libourne en 1833 sous la monarchie de Juillet.

## Sources
- Sa fiche sur le site de l'Assemblée nationale.
- « Mathieu-Mirampal Jean Baptiste Charles », Vincent Cuvilliers, Mathieu Fontaine et Philippe Moulis in Michel Biard, Philippe Bourdin et Hervé Leuwers, Dictionnaire des Conventionnels 1792-1795, Ferney-Voltaire, Centre d'étude du XVIIIème siècle, 2022, 1307 p.